# Người mỡ
Người mỡ hay Ma nhớt (tiếng Malay: Orang Minyak) là một sinh vật kỳ dị được đồn đại trong giai thoại ở Malaysia. Người Mã Lai thường lưu truyền câu chuyện rằng rằng người mỡ thường bắt cóc phụ nữ trẻ vào ban đêm. Tin đồn về người mỡ đã lưu truyền trong nhiều thập kỷ qua, song chưa ai bắt được người mỡ và giai thoại liên quan tới người mỡ  được truyền tụng, đây một hiện tượng kỳ bí đang nổi lên ở vùng bờ biển phía tây của Malaysia.

## Mô tả
Theo các tin đồn, Người mỡ (Orang Minyak) là một sinh vật có hình thù quái dị và cơ thể được bao bọc bởi lớp mỡ đen khắp mình mẫy và chỉ mặc độc chiếc quần lót. Nó thường bắt phụ nữ trẻ vào buổi tối trên khắp Malaysia. Một số câu chuyện kể rằng nó là một sinh vật siêu nhiên, Chúng có thể nhảy lên mái nhà dễ dàng và biến mất trong vòng vài giây.
Theo truyền thuyết của cư dân trong vùng, orang minyak là người theo những trò ma thuật phù phép và một trong những nghi thức phải thực hành là cưỡng bức một vài gái đồng trinh để đạt "cấp". Song một số khác khẳng định đó là một người tự bôi mỡ lên cơ thể. Lớp mỡ màu đen bóng chẳng những khiến sinh vật này trở lên đáng sợ, mà còn tạo điều kiện để nó thoát thân dễ dàng nếu bị vây bắt. Tuy nhiên, nhiều người chỉ ra rằng, với bàn tay và bàn chân bị phủ mỡ, nó sẽ gặp khó khăn trong việc mở cửa, trèo lên mái nhà hay chạy trốn.

## Ảnh hưởng
Do lo sợ người mỡ bắt cóc phụ nữ trẻ vào ban đêm và không tin vào khả năng của cảnh sát, người dân tại nhiều làng ở Malaysia tự tổ chức tuần tra trên đường với dao trên tay. Nhiều cư dân âm thầm cùng nhau đoàn kết để bảo vệ những cô gái trẻ trong cộng đồng.